# Förmånsrätt
Förmånsrätt grundas på förmånsrättslagen och innebär att en borgenär har en särskild rätt i en annan persons egendom. Förmånsrätt medges antingen på grund av lag eller på grund av avtal. Ett exempel på det förra är den statliga lönegarantin, ett exempel på det andra inteckning i fast egendom.
Förmånsrätt visar sig vid utmätning eller konkurs när flera borgenärer gör anspråk på samma egendom. Förmånsrättslagen anger vem av borgenärerna som har det tyngst vägande anspråket; borgenärernas anspråk i egendomen rangordnas på detta sätt. Vid utmätning eller konkurs kan borgenärerna begära att egendomen säljs: av de influtna medlen kommer borgenärerna att betalas i den ordningsföljd som anges i förmånsrättslagen.